# ام‌وی نیرا
ام‌وی نیرا (به انگلیسی: MV Nyora) یک کشتی بود که طول آن ۲۳۱ فوت ۳ اینچ (۷۰٫۴۹ متر) بود. این کشتی در سال ۱۹۳۵ ساخته شد.